# SS Belgenland (1914)
SS «Belgenland» («Бе́лгенленд») — британский пассажирский лайнер компании «White Star Line». В 1923 году продан компании «Red Star Line». Это один из первых лайнеров, совершивших кругосветное плавание. Сдан на слом в 1936 году.
Корабль строился на верфях «Harland & Wolff» в Белфасте, но ещё до завершения работ началась Первая мировая война. «Belgic IV», как теперь назывался корабль, был завершён в 1917 году, но уже в качестве транспортника. При этом корабль был водоизмещением 24 547 тонн, с двумя трубами, тремя мачтами и без надстройки.
После окончания войны корабль подвергся существенным изменениям, после чего был продан компании «Red Star Line» в 1923 году и получил название «Belgenland». Перестроенный корабль вмещал 2500 пассажиров. С водоизмещением 27 132 тонны, тремя трубами, двумя мачтами и четырёхпалубной надстройкой, он был крупнейшим кораблём компании. Основные размеры корабля — длина 212 м, ширина в миделе 23,88 м, осадка 13,61 м.
Первое путешествие из Антверпена в Нью-Йорк с пассажирами на борту состоялось 4 апреля 1923 года. Последний рейс через Атлантику был выполнен в марте 1933 года. В 1935 году корабль был продан компании «Atlantic Transport Company», которые не приносили прибыли, и получил новое имя «Columbia». В апреле 1936 года совершил последний рейс через Атлантику, после чего был разобран в Bo’ness, West Lothian.